# Dead Prez
Dead Prez (även kallade dp) är en rapgrupp där medlemmarna kommer från Tallahassee, Florida och Brooklyn, New York  i USA. Gruppen bildades 1996 i New York City och består av de två rapparna M-1 (från Brooklyn) och stic.man (född 1974 i Florida). Deras texter är oftast väldigt politiska, och de ser sig själva som socialister. I texterna tar de upp frågor som rasism, socialism, företagskontroll över media, övervakningssamhället, veganism och polisbrutalitet. 
De släppte sin första singel, Police State with Chairman Omali 1998 på etiketten RCA. Debutalbumet Let's Get Free följde år 2000 på etiketten Loud och fick ett varmt mottagande från kritiker i hela världen, inte minst i Sverige där hiphopvågen var på väg mot sin topp. Åren 2002 och 2003 släpptes två mixtapes, innan bandets andra studioalbum RBG: Revolutionary but Gangsta släpptes 2004 på Sony. 

## Diskografi
Studioalbum
- 2000 – Let's Get Free
- 2004 – RBG: Revolutionary but Gangsta
- 2012 – Information Age

Livealbum
- 2008 – Live in San Francisco

Singlar (urval)
- 1999 – Hip Hop (US Rap #49)
- 2000 – It's Bigger Than Hip Hop (US Rap #43)